# Oxytropis tompudae
Oxytropis tompudae är en ärtväxtart som beskrevs av Mikhail Grigoríevič Popov. Oxytropis tompudae ingår i släktet klovedlar, och familjen ärtväxter. Inga underarter finns listade i Catalogue of Life.